# Темні месники
«Темні месники» (англ. Dark Avengers) — американська серія коміксів, що виходила у 2009–2013 роках видавництвом Marvel Comics. Ця серія є частиною ширшої франшизи, присвяченої різним ітераціям супергеройської команди Месників. Відмітною особливістю цього варіанту команди є те, що її склад — на відміну від загальноприйнятого сприйняття у всесвіті коміксу — включає не автентичних супергероїв, а суперлиходіїв і антигероїв, які діють під личинами відомих персонажів Месників.

## Історія публікації
Серія дебютувала з випуску №1, датованого січнем 2009 року, в межах багатосерійної сюжетної арки під назвою «Темне правління» (англ. Dark Reign). У першому випуску сценарист Браян Майкл Бендіс та художник Майк Деодато (продовжуючи сюжетну лінію, розпочату у попередній масштабній арці «Таємне вторгнення» (англ. Secret Invasion), що розповідала про проникнення на Землю раси прибульців — скруллів, здатних змінювати зовнішність, та їхню остаточну поразку) висвітлюють наслідки розпуску урядом США офіційно санкціонованої супергеройської команди Месників. Бендіс охарактеризував концепцію нової команди так: «Це круті, безкомпромісні виконавці. Вони зачиняють двері й роблять те, що потрібно, а Осборн надає їм вигляду тих, кого хоче бачити народ». Це контрастує зі змінами, які Норман Осборн запроваджує в команді Громовержців, перетворюючи її, за словами сценариста Енді Діґґла, на «щось набагато прихованіше й смертоносніше: його особистий загін ліквідації».
Початкова серія завершилася випуском Dark Avengers №16, що став кульмінацією сюжетної арки «Облога» (англ. Siege).
Починаючи з випуску №175, серію коміксів Thunderbolts було перейменовано на Dark Avengers, хоча творча команда залишилася незмінною. Заключний випуск серії вийшов під номером 190.

## Поза коміксами

### Телебачення
Темні месники з’являються в однойменному епізоді мультсеріалу «Месники, усі разом»: у цій інтерпретації команда представлена як альтернативна версія оригінальних Месників, які діють як суперлиходії, тоді як Верховний ескадрон намагається їм протистояти. Однак Темні месники згодом дізнаються, що саме ескадрон використав Камінь Реальності, аби змінити світ за власним образом, і врешті-решт застосовують його, щоби скасувати ці зміни.

### Відеоігри
Темні месники з’являються у грі Marvel: Avengers Alliance. У цій версії команду формує Делл Раск, до її складу входять Мішень у ролі Соколиного ока, Дакен як Росомаха, Раґнарок, Єлена Бєлова / Чорна Вдова та Мак Ґарґан / Веном.
Також Темні месники представлені у грі Marvel Puzzle Quest, де команду складають Арес, Мішень, Дакен, Місячний камінь, Раґнарок, Страж, Мак Ґарґан / Веном та Єлена Бєлова.

## Сприйняття
- У 2018 році сайт CBR.com розмістив «Темних месників» на 13-му місці у списку «25 наймогутніших команд Месників»[14].
- У 2020 році ця ж платформа надала команді 6-те місце у рейтингу «Marvel: 10 наймогутніших команд»[15].
- У 2022 році Sportskeeda включила «Темних месників» до списку «10 найкращих команд суперлиходіїв у коміксах», де вони посіли 6-те місце[16].
- У 2022 році CBR.com присудив команді 3-тє місце у списку «10 команд Marvel, які перевершили очікування»[17] та 10-те місце у рейтингу «13 найсильніших складів Месників»[18].